# Các món ăn từ thịt cừu

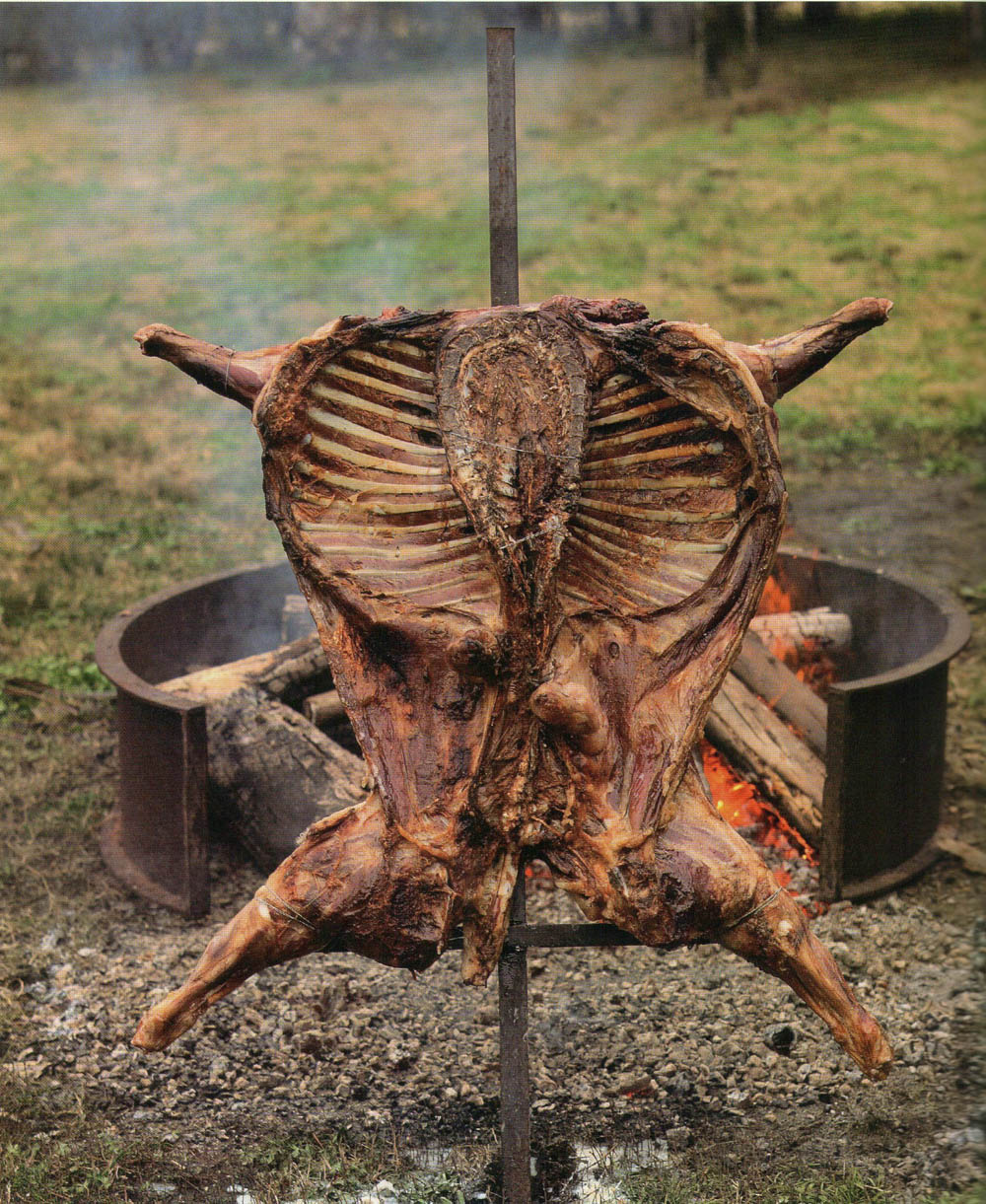
Thịt cừu xiên nướng nguyên con Asado

Thịt cừu là một thực phẩm thông dụng ở các nước Âu-Mỹ-Úc và vùng Trung Á, nhất là trong ẩm thực Mông Cổ, vùng Bắc Âu. Do sự phổ biến của nguyên liệu này, trên thế giới có nhiều món ăn được chế biến từ thịt cừu. Nhìn chung, thịt cừu có mùi vị hăng và ngấy, thích hợp với các món nướng và quay trên than lửa hồng tạo cảm giác hấp dẫn.

## Tổng quan
Chiên con và thịt cừu là những nguyên liệu cho thịt cừu nhà (loài Ovis aries) ở các độ tuổi khác nhau. Một con cừu trong năm đầu tiên được gọi là một con chiên con, và thịt của nó cũng được gọi là thịt trừu. Thịt của một con cừu vị thành niên hơn một năm là hogget, Ngoài Bắc Mỹ, thịt của một con cừu trưởng thành là thịt cừu, một thuật ngữ chỉ được sử dụng cho thịt, không phải là động vật sống. Thịt cừu nổi bật ở một số món ăn Địa Trung Hải. Chiên con và thịt cừu rất phổ biến ở Trung Á và ở một số vùng của Trung Quốc, nơi có thể tránh các loại thịt đỏ khác vì lý do tôn giáo hoặc kinh tế. Nó cũng rất phổ biến ở Úc.

## Danh sách
Dưới đây là danh sách các món ăn cừu và thịt cừu:. 

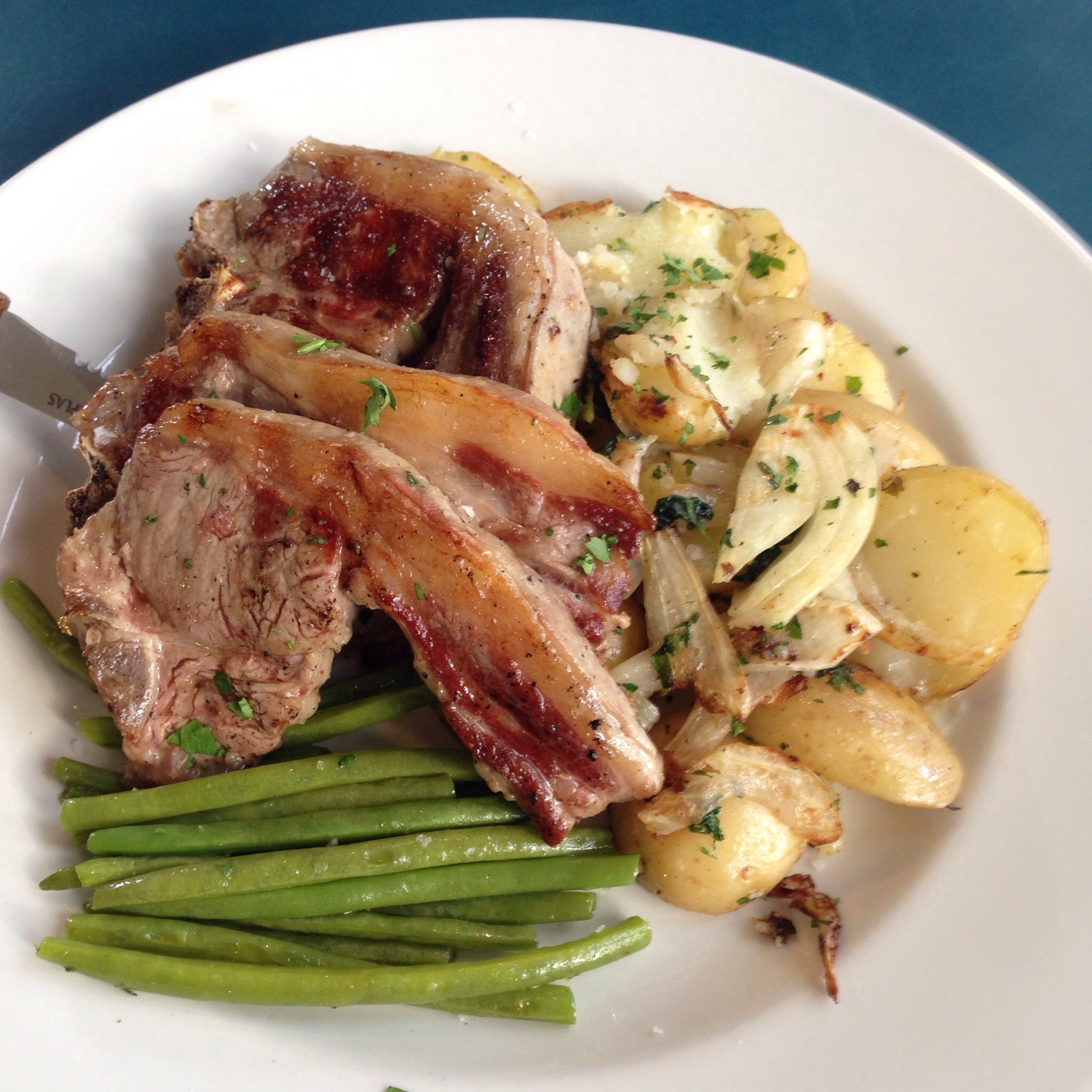
Một món thịt cừu

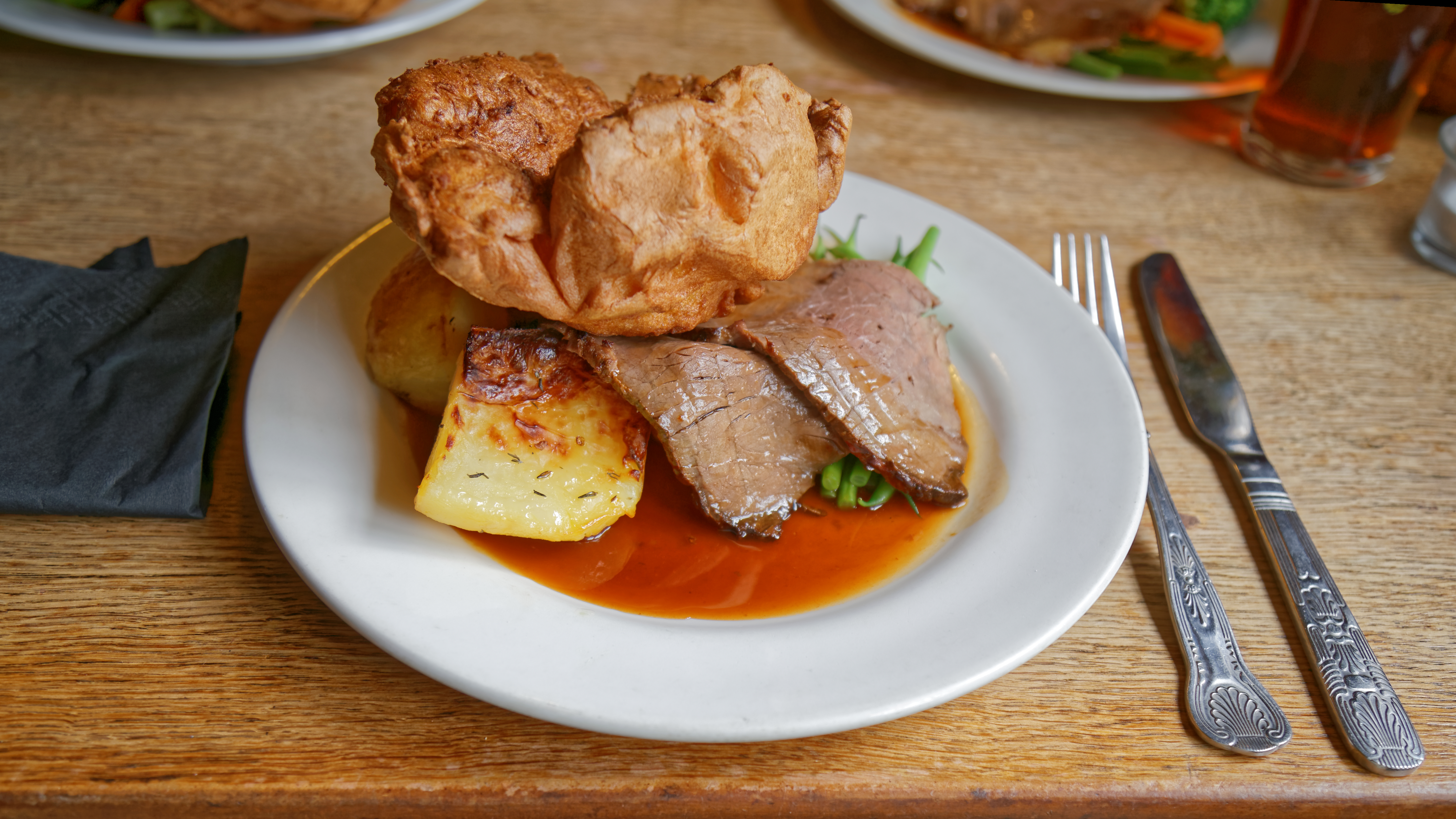
Thịt cừu quay ở Anh

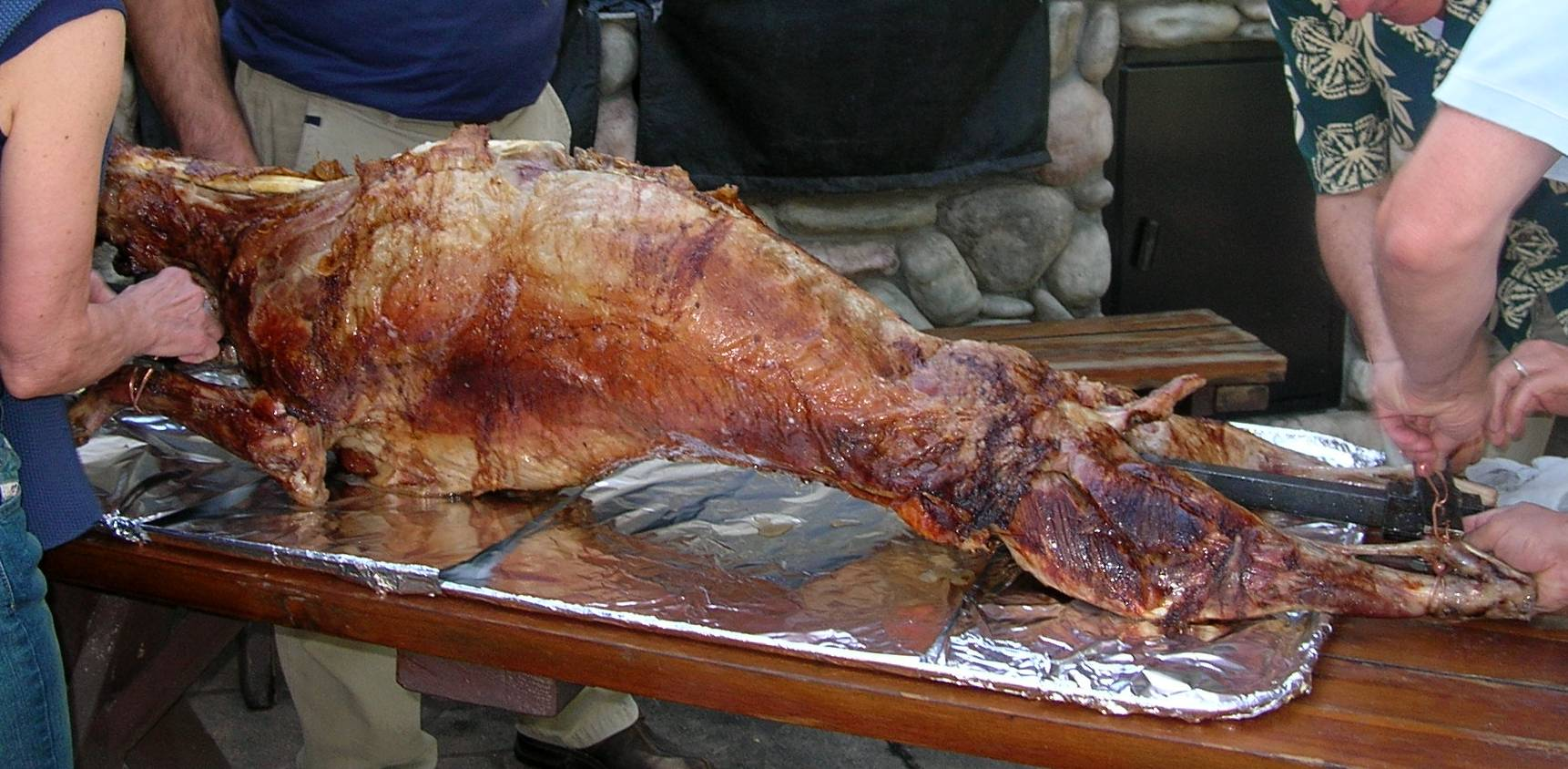
Thịt cừu quay

- Asado hay còn gọi là thịt cừu xiên nướng là thuật ngữ chỉ về kỹ thuật chế biến thịt theo phương pháp thịt nướng hun khói (BBQ). Đây là một món ăn thông dụng ở Nam Mỹ, được đánh giá là món thịt cừu ngon nhất khi nướng trên xiên sắt, thịt cừu được chọn vì dễ chế biến và độ dai vừa phải.
- Chuanr là món thịt cừu nướng xiên ở Trung Quốc, đây là món ăn đường phố của người Trung vốn là những xiên thịt nhỏ được ướp với thì là, dầu vừng, hồ tiêu khô rồi nướng trên than củi. Món Chuanr truyền thống của người Trung được chế biến từ thịt cừu, tuy nhiên ngày nay món ăn đã được mở rộng với nhiều loại thịt khác nhau và thậm chí cả côn trùng.
- Hāngi hay Hangi: Là một món ăn nướng đá của người Maori ở Tân Tây Lan với phương pháp nướng thịt bằng cách chôn xuống đất. Nguyên liệu chính là thịt cừu và rau củ gồm có khoai tây, cà rốt, đậu và cải bắp, hải sản và khoai lang. Hagi được chế biến theo phương pháp nướng trên than hồng là chính, nhưng cũng kết hợp luôn cả phương pháp hầm để làm mềm thức ăn.
- Haggis: là một món ăn của người Scotland được làm từ nội tạng của cừu như phổi, gan, tim. Các cơ quan này được trộn với hành tây băm nhỏ, muối, gia vị, thịt bò và mỡ cừu nguyên chất. Hỗn hợp này tiếp tục được trộn lẫn với nước xương hầm và nhồi vào bên trong dạ dày động vật. Chúng có hình dạng giống như quả bóng thịt lớn và sau đó được ninh nhỏ lửa. Haghi được bọc trong vỏ xúc xích và có sẵn quanh năm.
- Súrsaðir hrútspungar (dái cừu chua hay món tinh hoàn cừu ngâm): Món dái cừu chua này là một giải pháp cung cấp thêm một nguồn thực phẩm. Ăn món này có vị chua, phần mọc xung quanh giống mọc của món thịt đông nhưng hơi chua, phần dái thì có vị gây gây. Tinh hoàn cừu được đóng thành tảng, đem luộc rồi bảo quản trong acid lactic. Phần lớn thực khách đều không cảm thấy hấp dẫn với tên gọi cũng như hương vị của món ăn này. Chỉ một số ít người cho rằng đây là món ăn khiến họ cảm thấy ngon miệng.
- Slátur: Thực phẩm hỗn hợp từ việc chế biến cừu (tiết, lòng, mỡ cừu). Các sản phẩm còn lại sau khi giết mổ cừu như gan, tiết đọng, mỡ được tận dụng triệt để tạo ra món này. Có 2 sản phẩm là Blóðmör (giống như món dồi tiết, hỗn hợp trộn với tiết đọng và mỡ) và Lifrarpylsa (hỗn hợp trộn với gan và mỡ). Người Iceland thường ăn món này với cháo trắng rắc thêm đường nâu, chút nho khô và có người cho thêm cả sữa tươi.
- Hangikjöt: Món thịt cừu hun khói, được chế biến từ cừu non hay từ thịt cừu. Được chế biến theo 2 cách luộc hoặc ăn sống (thường là các đùi hun khói truyền thống được boc trong các vải bố giống bao đay. Sau khi luộc miếng cừu được thái mỏng ăn cùng với hạt đậu xanh, khoai tây luộc, cải tím chua, sốt trắng.
- Blóðmör là món dồi với nguyên liệu chính là máu cừu, mỡ thận kết hợp với bột mỳ và yến mạch. Người ta thường luộc Blóðmör lên rồi đem rán trên một chiếc chảo. Tuy nhiên với nhiều thực khách, món ăn này khi để lạnh sẽ có hương vị ngon hơn rất nhiều[3].
- Svið: Hay còn gọi đầu cừu thui, món ăn truyền thống của xứ Băng Đảo, trước đây dành cho người nghèo nhưng nay rất phổ biến.
- Smalahove: Đầu cừu hun khói, món ăn truyền thống ở Na Uy thường được thưởng thức vào dịp Giáng sinh.
- Sviðasulta: Giống như món thịt đông đầu cừu (thịt từ đầu cừu lọc ra, nấu nên để đông lại rồi đóng vào lọ).
- Fårikål: Là một món ăn truyền thống Na Uy, bao gồm thịt cừu được dọn kèm với bắp cải và hạt tiêu khô và thường thêm một chút bột lúa mì. Nó có thể gồm các loại thịt thú săn và thịt chim săn.
- Kebab: Là một món ăn sử dụng thịt nướng phổ biến tại Trung Đông, Đông Địa Trung Hải, và Nam Á. Các món kebab rất đa dạng, thông thường sử dụng thịt cừu và bò, ngoài ra còn có gà, lợn, dê, và cả cá, tôm, cua.
- Doner kebab: Món bánh mì thịt cừu nướng của Thổ Nhĩ Kỳ. Đây là một loại bánh mì mềm, thông thường kẹp thịt cừu nướng
- Khorkhog: là một món thịt nướng hun khói của ẩm thực Mông Cổ. Khorkhog (horhog) được biết đến là món thịt hầm đá, nguyên liệu thịt chủ yếu là thịt cừu, nhưng cũng có thể dùng thịt dê để thay thế, cách chế biến đặc biệt khiến nó trông giống với thịt hầm hơn.
- Lẩu cừu: Một món lẩu với nguyên liệu là thịt cừu non, đây là món ăn trong ẩm thực Trung Quốc nhưng bắt nguồn từ Mông Cổ trong thời kỳ nhà Nguyên cai trị Trung Quốc dưới triều của đại hãn Hốt Tất Liệt. Ban đầu nó là món ăn nhanh để phục vụ cho chiến đấu.
- Moussaka: Món bánh mì cà tím với thịt xay, thường là thịt cừu

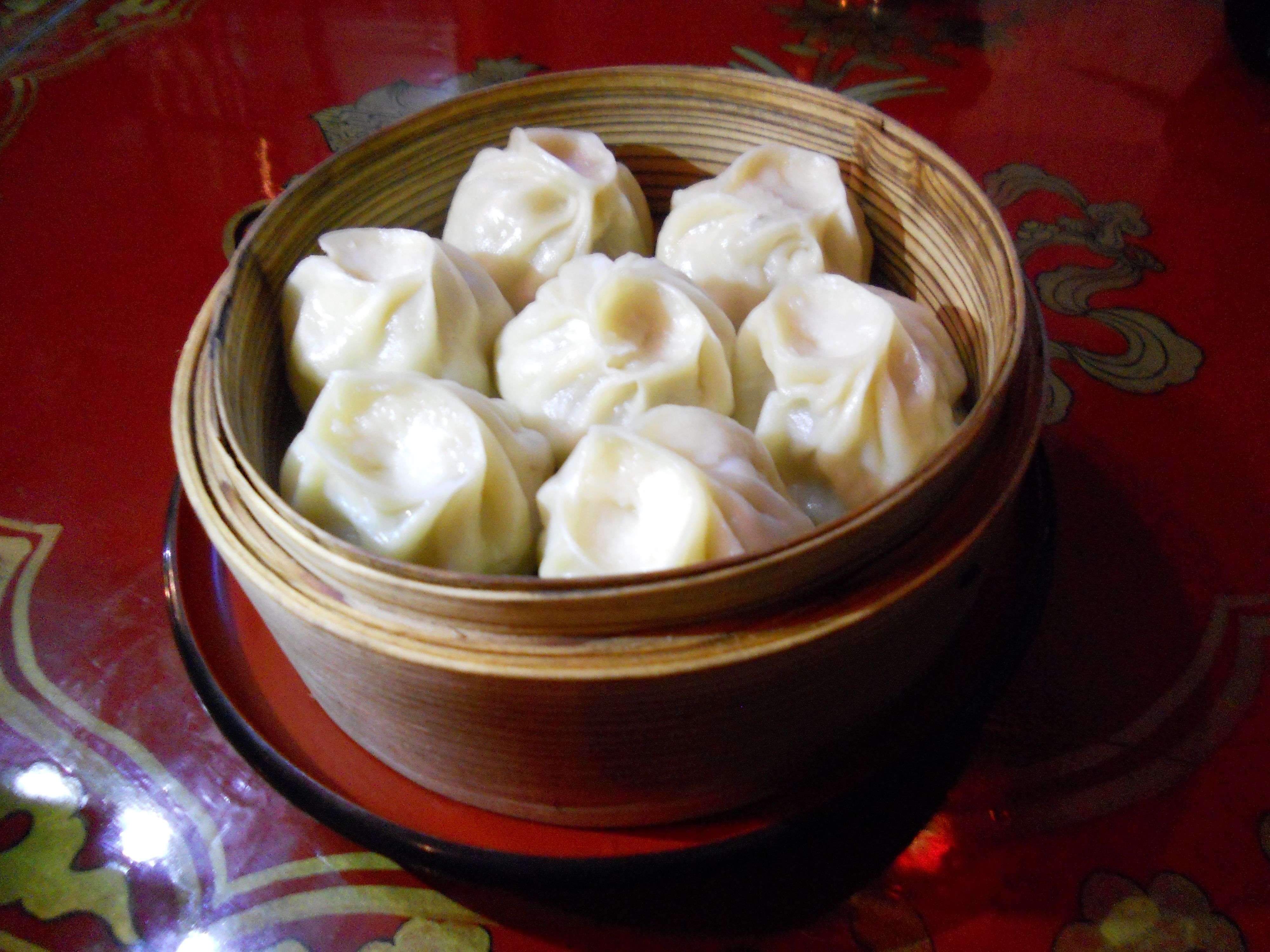
Bánh bao nhân thịt cừu Buuz

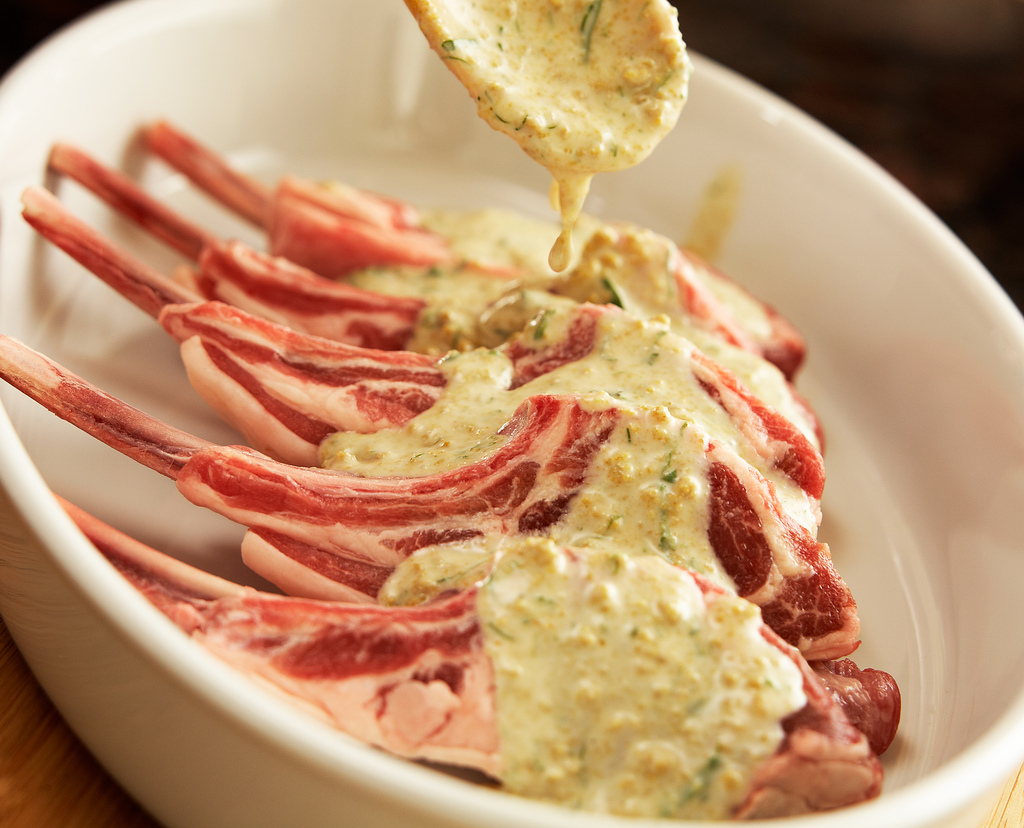
Thịt cừu cà ri

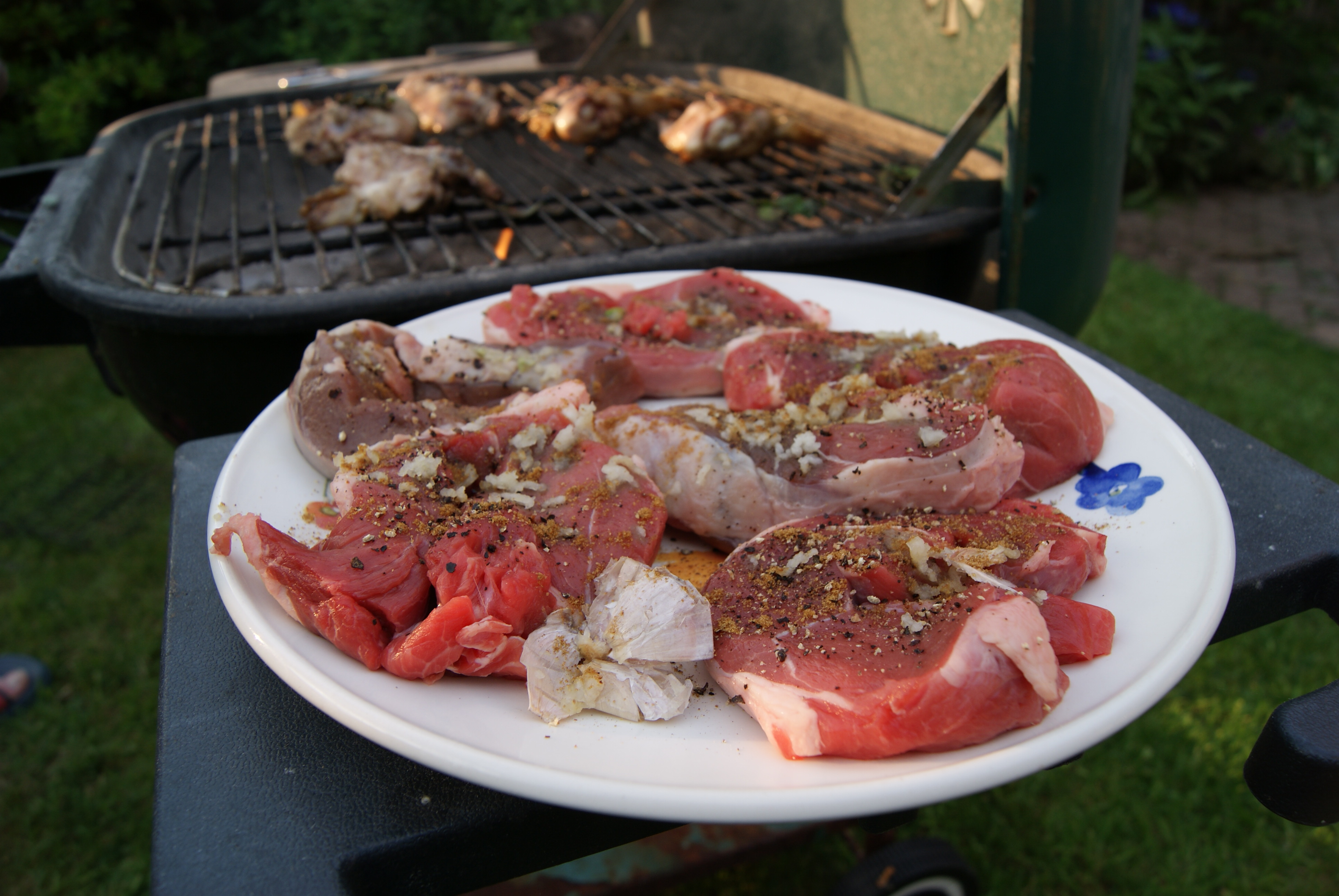
Một món thịt cừu nướng

- Buuz: là bánh bao nhân thịt cừu ở Mông Cổ, đây là loại bánh nhân thịt cừu gần giống bánh bao[4]. Thịt cừu được nấu để làm nguyên liệu cho súp hoặc món bánh hấp (buuz/khuushuur/bansh), hoặc được phơi khô để dành cho mùa đông (borts). Đầu năm, sau khi ăn mừng năm mới bằng bánh bao nhân thịt cừu, thịt cừu, người ta sẽ pha chè với váng sữa để uống. Tiếp đó, người Mông Cổ sẽ mang theo thức ăn xuất hành lên núi để chào đón mặt trời.

- Nihari
- Abgoosht
- Alinazik kebab
- Aloo gosht
- Arrosticini
- Beşbarmaq
- Beyti kebab
- Biryani
- Blessed thistle with lamb
- Cağ kebabı
- Cawl
- Ćevapi
- Chakapuli
- Chanakhi
- Chegdermeh
- Colocasia with lamb
- Ngỗng Colonial (Colonial goose)

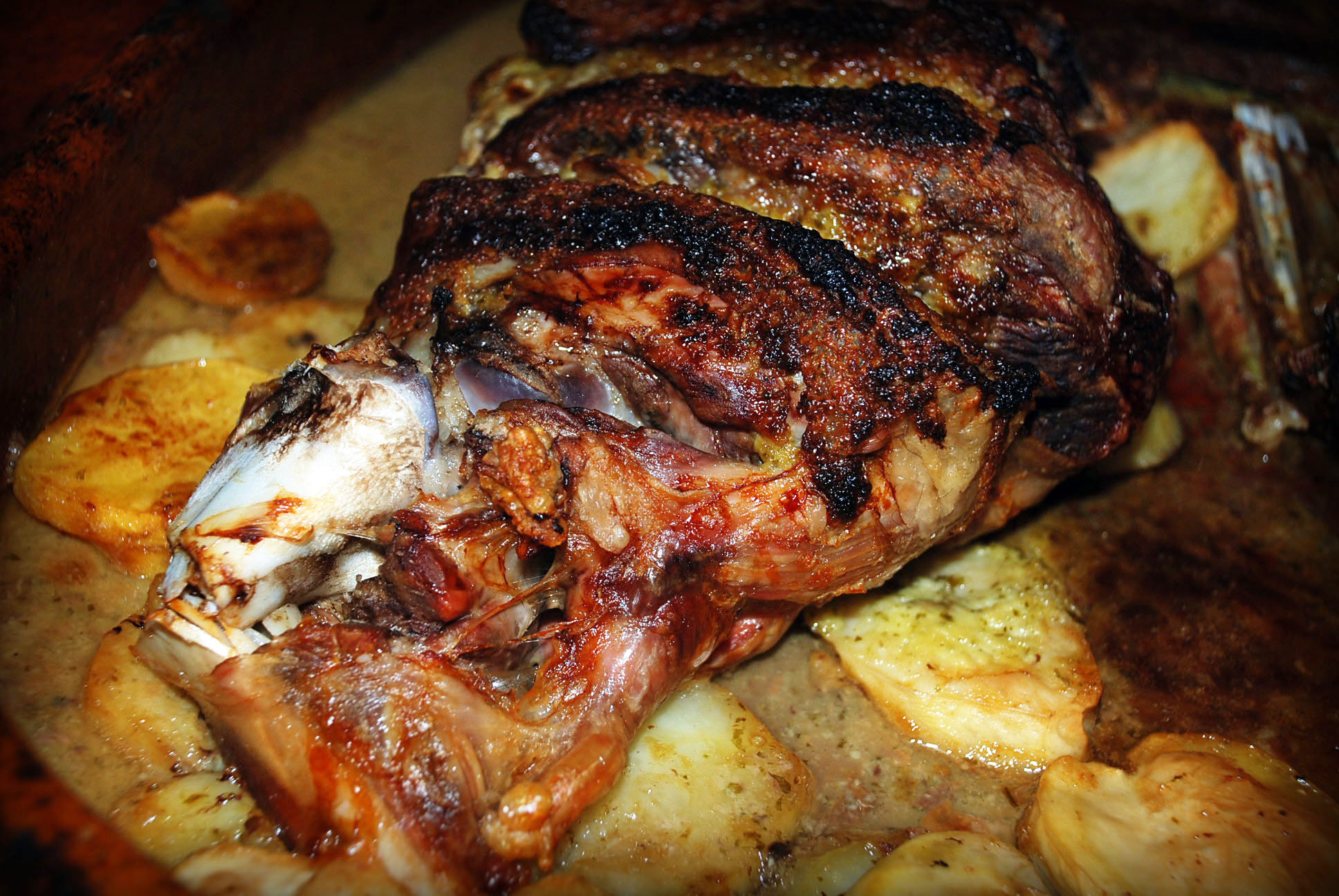
Thịt cừu nướng Cordero Asado

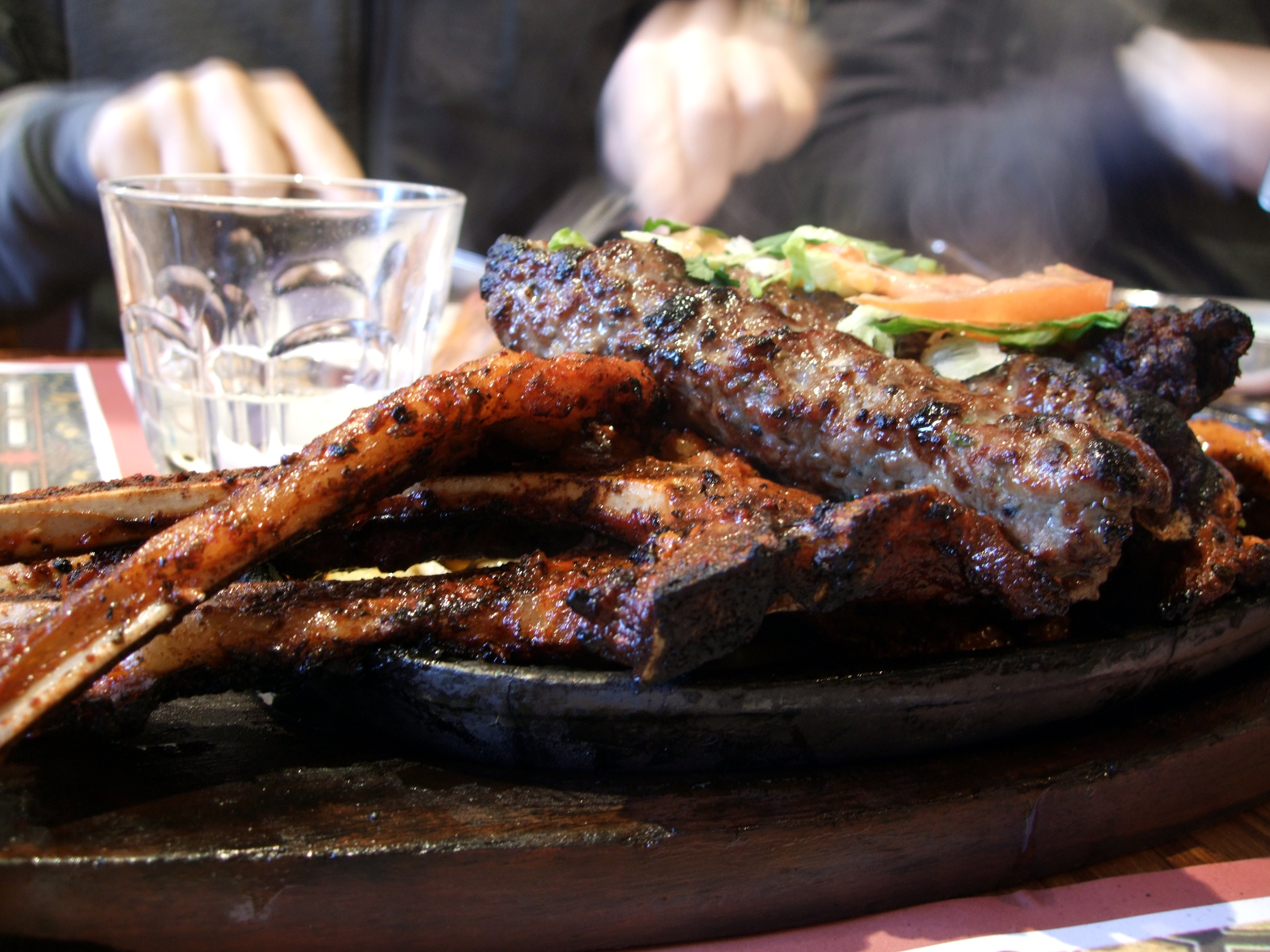
Thịt cừu nướng

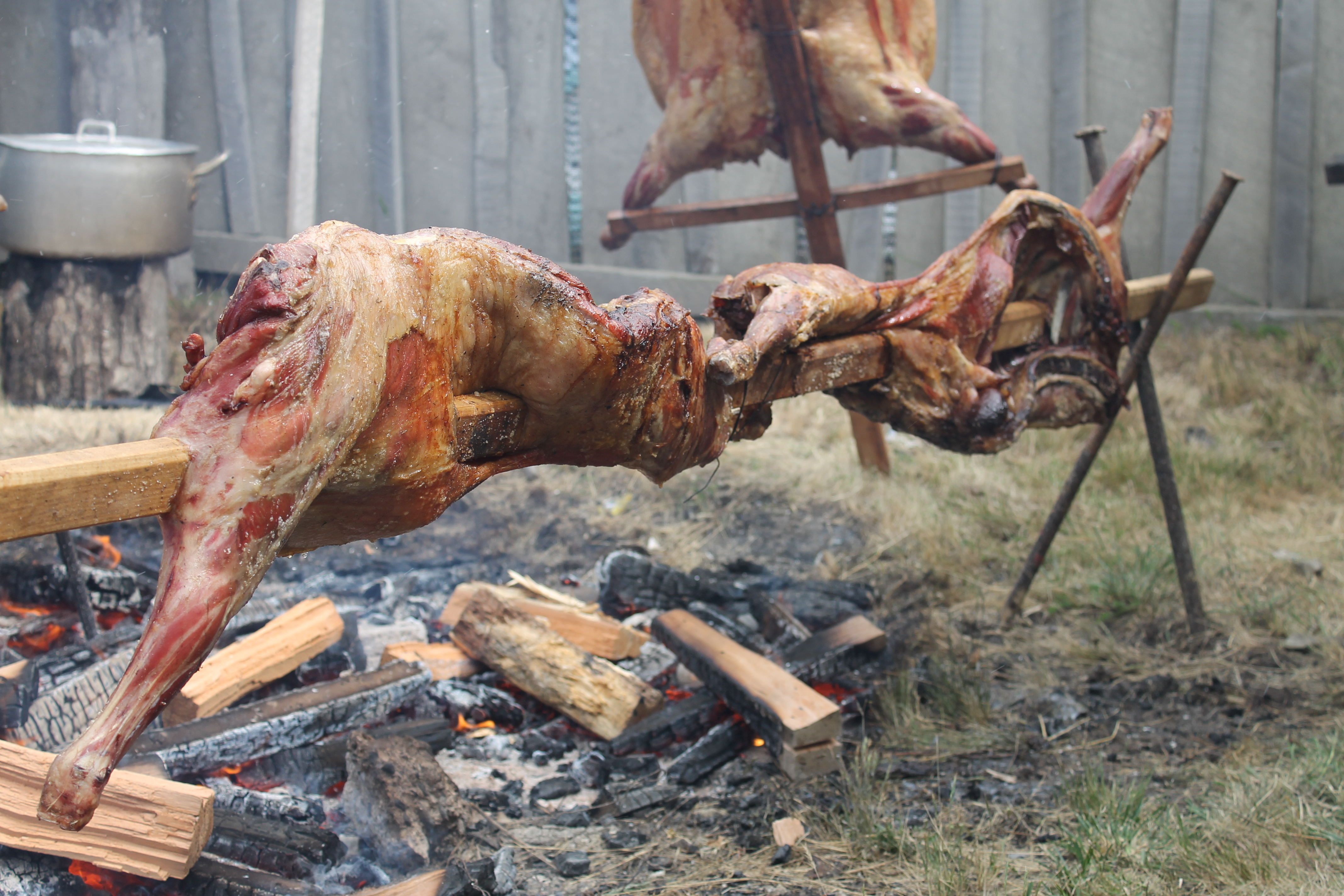
Thịt cừu hun khói

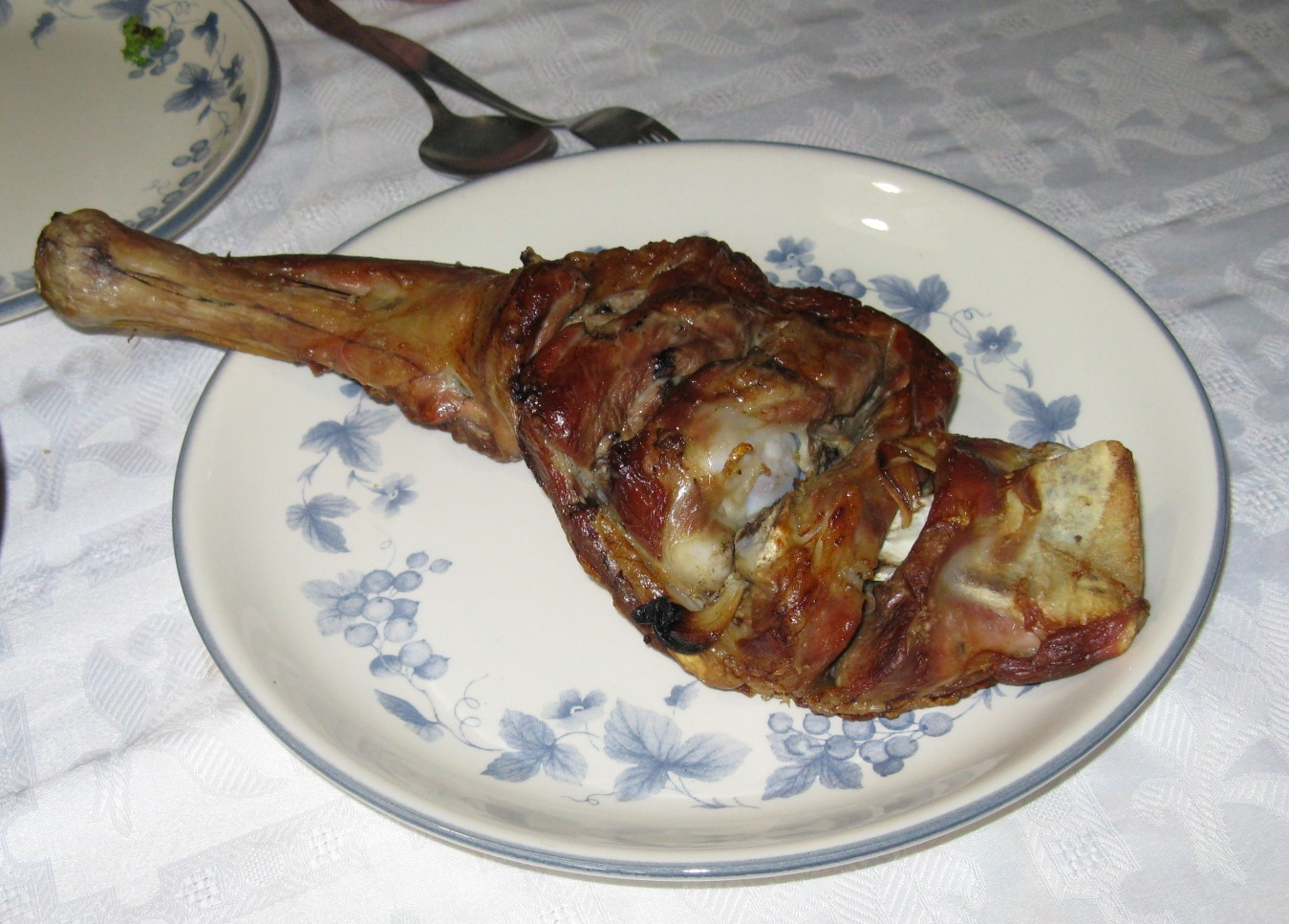
Đùi cừu quay

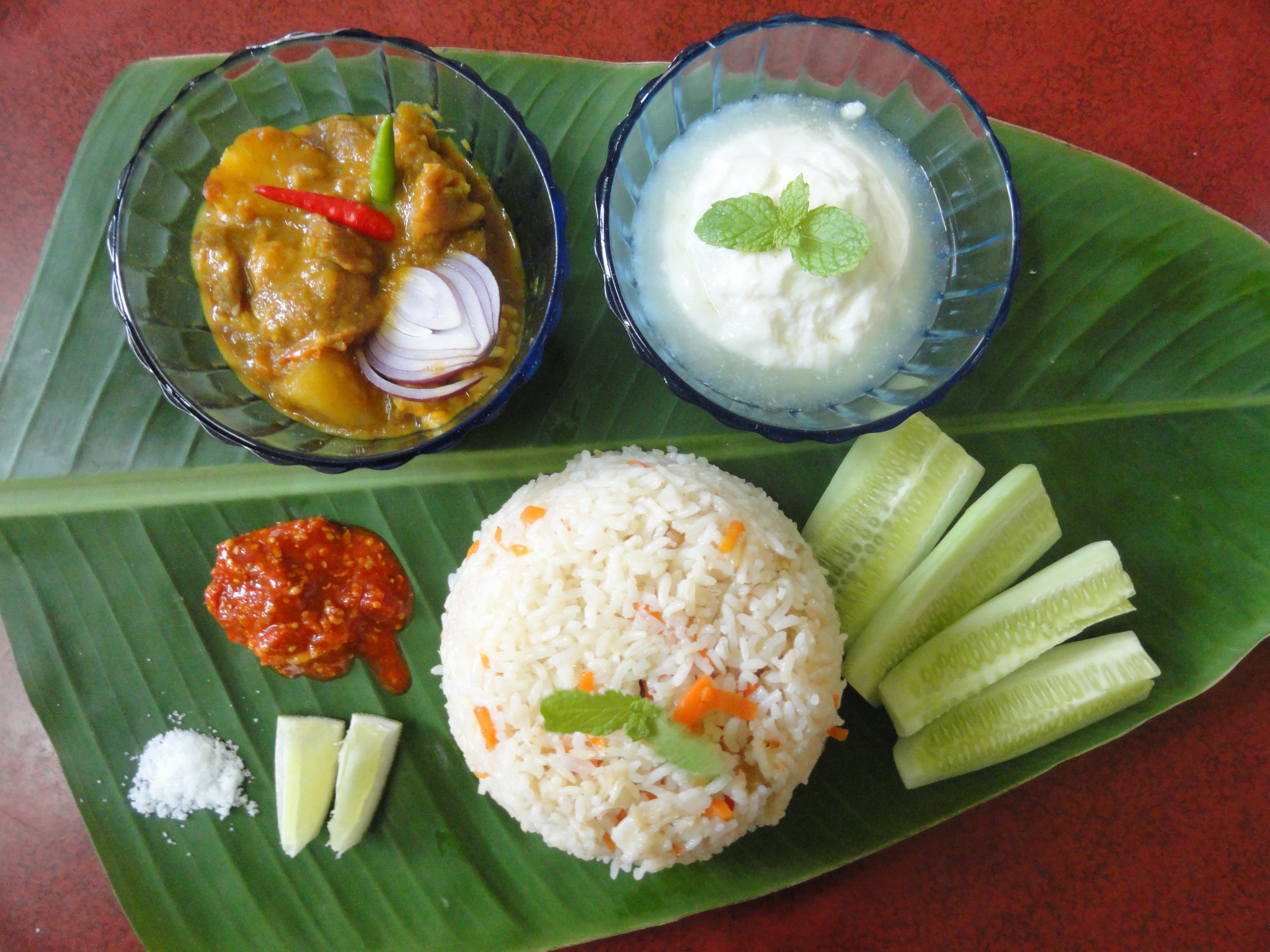
Một món thịt cừu truyền thống của Ấn Độ

- Cừu nấu ngô (Corn poppy with lamb)
- Curry
- Dalcha
- Devilled kidneys
- Dhansak
- Drob
- Fahsa
- Fenalår
- Fennel with lamb
- Gheimeh
- Grjúpán
- Haneeth
- Hangikjöt
- Thịt cừu hộp (Instant-boiled mutton)
- Jalamah
- Jameed
- Jingisukan
- Kabsa
- Kabuli Palaw
- Kairi ka do pyaza
- Kamounia
- Kibbeh nayyeh
- Kokoretsi
- Kol böreği
- Kuurdak
- Laal maans
- Lahndi
- Thịt cừu miếng (Lamb chop)
- Lamb fries
- Lamb's fry
- Lẩu Lancashire (Lancashire hotpot)
- Lechazo
- Lunggoi Katsa
- Macon
- Mallow with lamb
- Mandi
- Mansaf
- Méchoui
- Mixiote
- Murtabak
- Mutton pulao
- Naan qalia
- Navarin
- Paomo
- Pasanda
- Pieds paquets
- Pinchitos
- Pinnekjøtt
- Pleşcoi sausages
- Powsowdie
- Qeema
- Quzi
- Sườn cừu (Rack of lamb)
- Ribberull
- Cừu quay nước sốt (Roast lamb with laver sauce)
- Rogan josh
- Saleeg
- Sajji
- Sarburma
- Scotch broth
- Scotch pie
- Scouse
- Sfiha
- Sha Shingbee
- Sheep's trotters
- Shuwaa
- Shepherd's pie
- Skerpikjøt
- Skilpadjies
- Sodd
- Sosatie
- Squab pie
- Stuffed intestines
- Tavë kosi
- Tripoux
- Wazwan